# 里乌
里乌（法語：Rioux，法語發音：[ʁiju]）是法国滨海夏朗德省的一个市镇，位于该省中南部，属于桑特区。

## 地理
里乌（45°38'9"N, 0°42'37"W）面积18.98 平方千米，位于法国新阿基坦大区滨海夏朗德省，该省份为法国西部滨海省份，北起旺代省，西临大西洋，南至吉倫特省，东南接多爾多涅省，东北接德塞夫勒省接壤，东临夏朗德省。
与里乌接壤的市镇（或旧市镇、城区）包括：克拉旺、蒙彼利埃德梅迪扬、雷托、圣安德烈德利东、圣西蒙德佩卢阿耶、泰松、泰纳克。

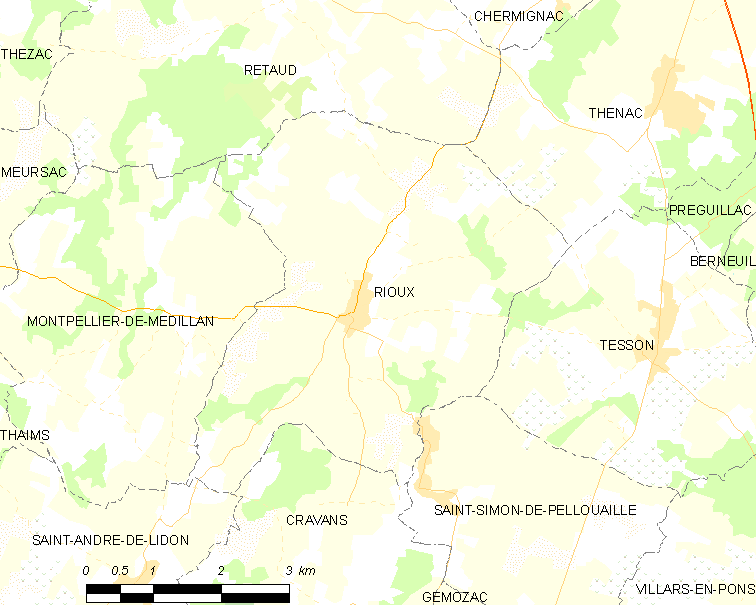
里乌的OSM定位图

里乌的时区为UTC+01:00、UTC+02:00（夏令时）。

## 行政
里乌的邮政编码为17460，INSEE市镇编码为17298。

## 政治
里乌所属的省级选区为泰纳克县。

## 人口

1962-2008年间里乌人口变化图示

里乌于2022年1月1日时的人口数量为977人。